# Ischnus minor
Ischnus minor là một loài tò vò trong họ Ichneumonidae.